# Джеймс Гарріс Саймонс
Джеймс Гарріс «Джим» Саймонс (англ. James Harris Simons; 25 квітня 1938, Ньютон, Массачусетс — 10 травня 2024, Нью-Йорк) — американський математик, академік, трейдер і меценат.
У 1982 році, Саймонс заснував в Нью-Йорку Renaissance Technologies — приватну інвестиційну компанію для управління більш, ніж 30 мільярдами доларів США. Саймонс є президентом цієї компанії, яка вважається найуспішнішим хедж-фондом в світі. Саймонс заробив близько 2,8 млрд доларів в 2007 році, 1,7 млрд дол. в 2006, 1,5 млрд дол. в 2005 (найбільший дохід керуючих хедж-фондами в тому році) і 670 млн дол. в 2004. з приблизно 8,5-мільярдним статком Саймонс, за версією журналу Forbes, в 2010 році обіймав 80-е місце в світі і 57 місце в Америці. Financial Times назвав його в 2006 році «найрозумнішим з мільярдерів».
Саймонс жив зі своєю дружиною на Мангеттені і Лонг-Айленді, у нього 5 дітей.
Він рідко давав інтерв'ю, цитуючи при цьому віслюка Бенджамина з повісті «Колгосп тварин» для пояснень: «Бог дав мені хвіст, щоб відмахуватися від мух. Але я б вважав за краще не мати хвоста і не мати мух».

## Раннє життя і кар'єра
Джим Саймонс народився в єврейській родині. Його предки переселилися в США з Російської імперії в кінці XIX століття. Його батько, Метью Саймонс (1905—1989), був власником взуттєвої фабрики в Массачусетсі; мати, Марсія Кантор (1914—2007), була домогосподаркою. Отримав ступінь бакалавра математики в Массачусетському технологічному інституті (MIT) в 1958 році і PhD, теж з математики, в Каліфорнійському університеті в Берклі в 1962 році у 24 роки. З 1961 по 1964 рік він викладав математику в MIT і Гарварді. У 1964—1968 роках займав дослідницьку посаду у Відділенні досліджень комунікацій Інституту аналізу оборони. У 1968 році став завідувачем математичним відділенням в університеті Стоуні-Брук. При ньому університет увійшов до десятки кращих в США.
У 1976 році Саймонс отримав премію Освальда Веблена з геометрії Американського математичного товариства за роботу з багатовимірних поверхонь, які мінімізують площу, і характеристичним формам. Він довів теорему Бернштейна в розмірності 8 (максимальної розмірності, в якій вона вірна), а також поліпшив властивості регулярності результату Вендела Флемінга з узагальненої проблеми Плато.
У 1978 році він покинув академічну науку з тим, щоб заснувати інвестиційний фонд, що займається трейдингом на ринках товарних ф'ючерсів і також продає інші фінансові інструменти на дискретній основі.

## Renaissance Technologies
Уже два десятки років інвестиційна компанія Renaissance Technologies, яка торгує на біржах по всьому світу, знаходиться у авангарді математично-економічного аналізу. Вона використовує комп'ютерні моделі для передбачення змін цін на ліквідні фінансові інструменти. Ці моделі використовують так багато даних, скільки виходить зібрати, потім шукають невипадкові складові, на основі яких можна зробити передбачення. Незважаючи на те, що розробкою моделей займаються вчені, конкретні дії МТС краще описуються поняттям «чорний ящик». До того ж працівники компанії ведуть активну діяльність по дезорієнтації і приховуванню подробиць про роботу фонду.
В Renaissance працює понад 60 науковців світового рівня, включаючи математиків, фізиків, астрофізиків і статистиків, з широкого кола країн (наприклад, Японія і Куба). Це дозволяє отримувати дохід на десятки відсотків вище, ніж отримують Брюс Ковнер, Джордж Сорос, Пол Тюдор Джонс, Луис Бэкон, Марк Кингдон або Монро Траут. Проте, з офіційних джерел видно, що фонд зазнавав збитків до 7 % на початку іпотечного кризи 2007 року, проте зміг виправитися до кінця серпня до +0.7 %.
Renaissance запустив фонд RIEF , призначений керувати капіталом в 100 млрд доларів, тобто найбільшим з тих, що колись існували.
Саймонс був визнаний фінансовим вченим року (англ. FEOY, Financial Engineer of the Year) інтернаціональною асоціацією фінансового інжинірингу (IAFE, International Association of Financial Engineers) в 2006.
Відомо, що в 2007 він збільшив свій особистий капітал на 1,7 млрд доларів.

## Меценатство
За допомогою заробленого капіталу Саймонс бере участь у благодійності. Він підтримує дослідницькі проекти, конференції та симпозіуми.
Саймонс і його друга дружина, Мерилін Хоріс Саймонс Marilyn Hawrys Simons заснували Фонд Саймонса — благодійну організацію, яка надає підтримку освітнім та медичним проектам. На згадку про свого сина Поле, він створив Парк Авалона, заповідник в Стоуни Брук площею 0,53 км². 34-річний Пол помер в аварії в 1996 році під час катання на велосипеді біля будинку. Інший син, 23-річний Нік, потонув в 2003 році під час поїздки на Балі (Індонезія). Нік працював в Непалі і Саймонс зробив великий внесок у непальську систему охорони здоров'я за допомогою спеціально створеного Інституту Ніка Саймонса Джеймс заснував також некомерційну організацію Math for America («математика для Америки»).
На початку 2006 року він очолив групу директорів Renaissance Technologies Corporation і Брукхейвенської наукової асоціації і закрив дірку в бюджеті Брукхейвенської національної лабораторії розміром 13 млн доларів, яка перешкоджала відкриттю колайдера важких іонів).
Також в 2006 році Саймонс пожертвував $ 25 млн. Університету Стоуні-Брук через Фонд Стоуні Брук . Гроші призначаються відділенню фізики і математики в університеті.
27 лютого 2008 році губернатор Еліот Спітцер оголосив про 60-мільйонне пожертвування Фонду Саймонса для заснування Simons Center for Geometry and Physics («Центр Саймонса з геометрії та фізики») в Стоуні Брук, найбільшому грошовому подарунку громадському університету в історії штату Нью-Йорк.

### Дослідження заутизму
Сімейний фонд витратив в останні роки 38 мільйонів доларів, щоб знайти причину аутизму, і планує витратити ще 100 мільйонів, що стане найбільшою інвестицією в дослідження з аутизму. При цьому Саймонс встановлює персональний контроль за всіма витратами бюджету. Саймонс також здав ДНК своєї сім'ї для вивчення (його дочка страждає на аутизм), і також допоміг у вирішенні деяких дослідницьких проблем. Коли MIT попросив гроші на вивчення мозку, Джеймс поставив умову, що проект сконцентрується на аутизмі і включить фахівців за його вибором.
11 червня 2003 року Фонд Саймонса прийняв симпозіум з дослідження аутизму. На ньому були представлені результати з причин аутизму, складанні генетичної карти аутизму і біологічним механізмам, які спостерігалися у хворих на аутизм. Серед присутніх були відзначені Девід Амарал і доктора Ерік Курчесне, Натаніел Хайнц, Том Інзель, Кетрін Лорд, Фред Волькмар і Пол Грінгард.
Фонд дав 10 млн двом дослідникам Центру Дитячих хвороб Єльського університету на виявлення генетичного впливу на аутизм.